# Chad
Chad är ett mansnamn av anglosaxiskt/walesiskt ursprung.
Ett urval av personer med namnet Chad:
- Chad Smith (född 1961), en amerikansk trummis
- Chad Channing (född 1967), grungebandet Nirvanas fjärde trummis
- Chad Green (född 1975), en amerikansk basebollspelare
- Chad Hedrick (född 1977), en amerikansk inlines- och skridskoåkare
- Charles "Chad" Hugo (född 1974), en amerikansk musiker och musikproducent